# Anoka (Minnesota)
Anoka is een plaats (city) in de Amerikaanse staat Minnesota, en valt bestuurlijk gezien onder Anoka County.

## Demografie
Bij de volkstelling in 2000 werd het aantal inwoners vastgesteld op 18.076.

## Geografie
Volgens het United States Census Bureau beslaat de plaats een oppervlakte van
18,6 km², waarvan 17,3 km² land en 1,3 km² water.